# Rorippa subumbellata
Rorippa subumbellata är en korsblommig växtart som beskrevs av Reed Clark Rollins. Rorippa subumbellata ingår i släktet fränen, och familjen korsblommiga växter. Inga underarter finns listade i Catalogue of Life.